# 让-路易·吕利
让-路易·吕利（法語：Jean-Louis Lully；1667年9月24日—1688年12月23日），作曲家，让-巴普蒂斯特·吕利（Jean-Baptiste Lully）最小的儿子。

## 生平
1687年6月8日，让-路易·吕利继承了他父亲的位置，成为皇家室内音乐团（musique de la chambre du roi）的作曲家和管理者。而后，他又被推荐为他父亲曾掌管过的皇家歌剧院的主管，但由于他过于年轻而被延迟。但由于让-路易·吕利的英年早逝意味着这个推荐不可能获得王室的批准。这个推荐现在被质疑，尽管作为作曲家，他比他的兄长们更为出色。

## 作品
让-路易·吕利创作的大部分作品，包括他与他的兄长路易·吕利（Louis Lully）合作的歌剧Idylle和Zéphire et Flore，其中大部分内容都是皮埃尔·维尼翁（Pierre Vignon）创作的。內容節選如下：
- Idylle（1687），与路易·吕利（Louis Lully）合作。
- Zéphire et Flore （1688），与路易·吕利（Louis Lully）、皮埃尔·维尼翁（Pierre Vignon）合作，1715年安德烈·卡迪纳·德图什（André Cardinal Destouches）改编。
- Divertissement（嬉游曲，1688年，失传）